# Höninger Schutzbriefe
Die Höninger Schutzbriefe sind zwei bedeutsame Urkunden von Papst Innozenz II. und von Kaiser Friedrich I. (Barbarossa) aus den Jahren 1143 bzw. 1160. Sie beziehen sich auf das um 1120 vom Leininger Grafen Emich II. (Leiningen) gegründete Augustiner Chorherrenstift Höningen und garantierten dem Kloster (auch Hagenehe genannt) Schutz für Bewohner und Besitz. Hier zeigt sich exemplarisch die Verwobenheit zwischen Politik und Religion im Hochmittelalter.